# Sabrina verhext Australien
Sabrina verhext Australien ist ein US-amerikanischer Fernsehfilm aus dem Jahr 1999, der auf der Sitcom Sabrina – Total Verhext! basiert. Die Regie führte Kenneth R. Koch.

## Handlung
Die Halbhexe Sabrina reist mit ihrer besten Freundin Gwen, ebenfalls einer Hexe, für einen einwöchigen Urlaub nach Hamilton Island in Australien ans Great Barrier Reef. Zur selben Zeit macht auch Sabrinas Kater Salem Urlaub in demselben Hotel, wie jedes Jahr, indem er sich als Mensch ausgibt, weshalb die Angestellten immer nur „Mr. Saberhagens“ Katze zu Gesicht bekommen und nie den „Besitzer“ selbst.
Bei der Erkundung des Ferienorts werden sie von dem Meeresbiologen Dr. Julian Martin eingeladen an einer Tauchexpedition teilzunehmen. Sie erfahren von ihm viel über das Riff, werden allerdings auch über Wasserverschmutzungen aufgeklärt, die Dr. Martin und andere Naturschützer der Insel sehr in Rage bringen und um die im Riff lebenden Meeressäuger bangen lassen.
Kurz darauf entdecken Gwen und Sabrina eine „männliche Nixe“ namens Barnaby bewusstlos am Strand, der wegen jener Wasserverschmutzungen – wie auch anderen Meeressäuger zuvor – an einem Hautausschlag leidet, der zum Tod führen kann. Sie wollen ihn gemeinsam zu Dr. Martin bringen, doch damit niemand erfährt, dass Barnaby eine Nixe ist, gibt er sich, mit Sabrinas magischer Hilfe, für 48 Stunden als gewöhnlicher Surfer aus. Sabrina und Barnaby lernen sich besser kennen und als Barnaby ihr seine Schwester Fin vorstellt, bemerkt sie auch an ihrer Flosse den Ausschlag. Also beschließen sie heimlich Salbe aus Dr. Martins Labor zu holen, um Fin und die anderen Betroffenen aus Barnabys Meerjungfrauenkolonie ebenfalls damit zu versorgen. Dabei werden sie erwischt und Dr. Martin schöpft Verdacht. Er platziert einen Peilsender in Sabrinas Rucksack, die somit unwissentlich den Standort der Kolonie verrät.
Schließlich will Dr. Marten die Existenz der Meerjungfrauen-Kolonie an die Öffentlichkeit bringen, um so Berühmtheit zu erlangen. Sabrina und Gwen versuchen dies zu verhindern. Es gelingt ihnen zunächst, indem Sabrina einen Sturm heraufbeschwört, weshalb Dr. Martens Expeditionsschiff umkehren muss. Doch dieser bleibt beharrlich und will sich von Sabrina nicht aufhalten lassen. Er versucht, den flüchtigen Barnaby mit einem Treibnetz einzufangen – im Netz landet allerdings Fin, die ihren Bruder retten wollte.
Am Ende bringt er es jedoch nicht übers Herz den Nixen ihre Freiheit zu nehmen, da Sabrina ihn daran erinnert, dass der Schutz der Meereslebewesen für ihn einst an erster Stelle stand.
Barnaby und Fin können fliehen. Das Gebiet, in dem die Nixen leben, wird zudem von Dr. Martin unter Naturschutz gestellt. Allerdings erklärt er der bereits eingetroffenen Presse, dies sei notwendig wegen eines vermeintlich ausgestorbenen Fisches – des „Blaupunkt-Schmetterlingsfisches“ – den Sabrina bei der gemeinsamen Tauchexpedition entdeckte. Die Existenz von Barnaby und seiner Kolonie bleibt nun geheim und die Nixen können weiterhin im Verborgenen leben.

## Kritiken
- TV Spielfilm schreibt, dass ‘Sabrina’ als Serie ja „wirklich ganz niedlich“ war. Doch der doppelt so lange Fernsehfilm „wirkt eher ermüdend“. „Hier wirkt nur der ‘Einschlafzauber’“[2]

## Auszeichnungen
Der Film war 2000 für den Young Artist Award in der Kategorie Best Family TV Movie or Pilot – Network nominiert, gewann ihn jedoch nicht.